# Oncești (Bacău)
Onceşti é uma comuna romena localizada no distrito de Bacău, na região de Moldávia. A comuna possui uma área de 29.70 km² e sua população era de 1781 habitantes, segundo o censo de 2007.